# The Connection
The Connection es el sexto álbum de la banda de Rock Papa Roach. Fue lanzado el 2 de octubre de 2012 a través de Eleven Seven Music. El álbum fue producido por James Michael vocalista de Sixx:A.M., quien coprodujo a la banda anteriormente en el LP Metamorphosis. El primer sencillo "Still Swinging" fue lanzado el 24 de julio de 2012. Una canción sin álbum titulada "Even If I Could" aparece como soundtrack en la película The Avengers.

## Fondo
Jacoby Shaddix ha descrito al álbum como un "redescubrimiento de los elementos básicos de Papa Roach". Él dice: "Es como que volvimos y miramos a la historia de nuestra banda y realmente pensamos ... creativamente, qué evoluciones que han pasado desde que llegamos, que era, como, metal, hip-hop y.. nu-metal. Luego nos dimos más en línea recta al rock y añadimos elementos del pop a nuestra banda, por lo tanto este registro abarca todo lo que hemos hecho desde el principio hasta donde estamos actualmente como banda, la conexión entre los puntos de todos los elementos de nuestro sonido a través de los años ".
En cuanto al título del álbum, Shaddix dijo que era uno de los muchos títulos diferentes, la banda pasó. "Siempre seguía llegando de nuevo a 'La Conexión'". Shaddix dijo. "¿Qué significa 'La Conexión' para nosotros?, es nuestra conexión con la música, es la conexión de esta música a los fans, es la conexión que hacemos en el escenario con nuestra música, que es la conexión de fan a fan en lo social Marketing en Internet medios de comunicación del mundo ".

## Listado de canciones
| N.º | Título                        | Duración |  |
| 1.  | «Engage»                      | 0:51     |  |
| 2.  | «Still Swingin'»              | 3:16     |  |
| 3.  | «Where Did the Angels Go?»    | 3:10     |  |
| 4.  | «Silence is the Enemy»        | 2:53     |  |
| 5.  | «Before I Die»                | 4:25     |  |
| 6.  | «Wish You Never Met Me»       | 4:05     |  |
| 7.  | «Give Me Back My Life»        | 3:58     |  |
| 8.  | «Breathe You In»              | 3:07     |  |
| 9.  | «Leader of the Broken Hearts» | 4:12     |  |
| 10. | «Not That Beautiful»          | 3:18     |  |
| 11. | «Walking Dead»                | 3:18     |  |
| 12. | «Won't Let Up»                | 4:00     |  |
| 13. | «As Far as I Remember»        | 3:42     |  |

Edición Especial
| Deluxe Edition Bonus Tracks |                     |          |  |
| N.º                         | Título              | Duración |  |
| 14.                         | «What's Left of Me» | 2:59     |  |
| 15.                         | «9th Life»          | 3:12     |  |

Edición para UK DVD
| Deluxe Edition Bonus DVD |                                              |          |  |
| N.º                      | Título                                       | Duración |  |
| 1.                       | «Kick in the Teeth» (Music Video)            |          |  |
| 2.                       | «Burn» (Music Video)                         |          |  |
| 3.                       | «No Matter What» (Music Video)               |          |  |
| 4.                       | «Still Swinging» (Music Video)               |          |  |
| 5.                       | «The Making of 'Still Swinging' Music Video» |          |  |
| 6.                       | «The Making of the Album Cover»              |          |  |

## Personal
- Jacoby Shaddix - voces
- Jerry Horton - guitarra
- Tobin Esperance - bass guitar
- Tony Palermo - batería, percusión